# アゾカップリング
アゾカップリング（英語:azo coupling）は、ジアゾニウム化合物と他の芳香族化合物とをカップリングし、アゾ化合物を合成する有機反応である。ジアゾカップリングとも呼ばれる。この芳香族求電子置換反応では、アリールジアゾニウムカチオンは求電子剤、活性アレーンは求核剤である。

## ジアゾ化
亜硝酸とアニリンを混合すると、ジアゾ化と呼ばれる反応を経て赤紫色のジアゾニウム塩になる。これはアゾ染料を作ったり芳香族化合物の官能基を置換するカップリングの前段階の反応として重要である。

## 反応の用途
生成物は共役がもとの物質よりも増加するため、より長波長の光（特に可視光）を吸収するようになる。その結果として、芳香族アゾ化合物は延長された共役系により明るい色調となる傾向にあり、染料として多く使われている。
その他、プロントジルなどのサルファ薬の合成にも応用される。

## 反応例
多くの反応系が説明されている。フェノールを塩化ベンゼンジアゾニウムと反応させると橙黄色のジアゾ化合物が得られる。この反応では塩基が触媒となる。
関連する染料のアニリンイエローはアニリンとジアゾニウム塩から合成される。
ナフトールは一般的な受容体である。例として、染料のオルガノールブラウンはアニリンと1-ナフトール（英語版）から合成する。
| An animation of the reaction mechanism of the azo coupling |

同様に、2-ナフトール（英語版）と塩化ベンゼンジアゾニウムとをカップリングすると赤橙色の染料ができる。